# Miguel Ángel Martínez Torres
Miguel Ángel Martínez Torres  (Colomera, Província de Granada, 28 de juny de 1967) va ser un ciclista espanyol que fou professional entre 1988 i 1994. Del seu palmarès destaca la victòria final a la Volta a Andalusia de 1992.

## Palmarès
- 1986
  - 1r a la Clàssica d'Almeria
- 1988
  - 1r al Memorial Manuel Galera
- 1990
  - 1r a la Clàssica d'Ordizia
- 1992
  - 1r a la Volta a Andalusia
- 1993
  - 1r a la Gran Premi de Laudio

### Resultats a la Volta a Espanya
- 1990. Abandona
- 1992. 104è de la classificació general
- 1993. 38è de la classificació general

### Resultats al Tour de França
- 1990. 29è de la classificació general
- 1991. 76è de la classificació general
- 1992. 101è de la classificació general
- 1993. 58è de la classificació general

### Resultats al Giro d'Itàlia
- 1989. Abandona
- 1991. 68è de la classificació general